# 打当温泉
打当温泉（うっとうおんせん）は、秋田県北秋田市にある温泉。

## 泉質
- ナトリウム・カルシウム-塩化物泉
  - 泉温　56.6℃

## 温泉地
秋田の名峰である森吉山麓、阿仁マタギの里内に一軒宿の「打当温泉マタギの湯」が存在する。
旅館の名称はこの集落に多くのマタギがいたことから由来する。
日帰り入浴可能。旅館内にはマタギ資料館もあり、宿泊者は無料。

## 歴史
- 1978年（昭和53年）- 阿仁町（当時）が観光振興計画として、ボーリングによって掘り当てた。
- 1981年（昭和56年）- 農業者健康管理センターが完成し、宿泊施設も開設。
- 2000年（平成12年）- ｢打当温泉 マタギの湯｣ に名称変更し、リニューアルオープン。
- 2010年（平成22年）- 旅館内の一部を改装。

## アクセス
鉄道
- 秋田内陸縦貫鉄道秋田内陸線・阿仁マタギ駅より送迎バスで3分。

自動車
- 秋田自動車道大曲ICより国道105号経由、車で110分。

## 周辺
- 阿仁熊牧場（くまくま園）
- 安の滝、桃洞の滝、幸兵衛滝
- 道の駅あに
- 阿仁スキー場